# Läsår
Läsår är den tiden under vilken skolorna har verksamheten igång, och årskursen varar. Man kan säga att de är ett slags skolornas motsvarighet till kalenderåren eller sportens säsonger.

## Läsår i olika länder
Läsårsindelningen kan se mycket olika ut i olika länder.  Antalet terminer kan vara två eller tre eller fyra, och startmånaden kan variera.  I Europa är det vanligast med ett läsår som liknar det svenska, från början av hösten (augusti-september) till slutet av våren (maj-juni).  I till exempel Australien börjar läsåret istället i januari, medan Filippinernas löper från slutet av maj till slutet av mars, med sommarlov i april-maj.

### Sverige
Ett läsår omfattar, enligt skolförordningen, för skolorna i Sverige minst 178 skoldagar för grundskolan, och börjar i augusti och avslutas i juni följande kalenderår. Till exempel talar man om läsåret 1989-1990. Exakta datum fastställs lokalt i varje kommun.
Mellan läsåren infaller sommarlov och från slutet av december till början av januari infaller ett jullov som avdelar läsåret i två terminer. De dagar ingen undervisning pågår fördelas vanligen på kortare lov, såsom höstlov, sportlov och påsklov samt på studiedagar då lärarna utbildar sig eller konfererar medan eleverna inte har några lektioner.
Under läsåret skulle tidigare ett antal läsdagar förekomma, en bestämmelse som 1994 togs bort då det i stället bestämdes hur många lektioner varje ämne skulle ha; sedan år 2000 är även den regleringen borttagen. 
Det svenska läsåret är anpassat efter det gamla svenska bondesamhället, eftersom Sverige införde folkskola 1842. Skolan tog ledigt under den tid barnen främst behövdes i jordbruket. Det har föreslagits i riksdagen att ett treterminssystem som finns i en del länder borde införas i Sverige.